# Dietrich Kuessner
Dietrich Kuessner (* 23. Mai 1934 in Lötzen, Ostpreußen; † 2. September 2024 in Braunschweig) war ein deutscher evangelischer Theologe und Historiker.

## Leben
Kuessner wuchs in Lötzen auf. Sowohl sein Vater Theodor als auch sein Großvater waren Geistliche. Gegen Ende des Zweiten Weltkrieges musste die Familie vor der heranrückenden Roten Armee nach Westen flüchten.
Kuessner besuchte das Predigerseminar in Braunschweig und arbeitete als Vikar in Melverode und Schöningen. Am 23. Dezember 1962 wurde er ordiniert. Von 1963 bis 1999 war Kuessner als Pfarrer in den Gemeinden Offleben und Reinsdorf-Hohnsleben, die zur Evangelisch-lutherischen Landeskirche in Braunschweig gehören, tätig. Am 1. Juni 1999 trat Kuessner in den Ruhestand. Zu einer heftigen Auseinandersetzung mit der Landeskirche kam es, als Kuessner sich 1998 als Bundestagskandidat für die Partei des Demokratischen Sozialismus (PDS) aufstellen ließ. Einem Ausschluss aus der Landessynode und einem Disziplinarverfahren konnte er wirksam entgegentreten, jedoch spiegeln seine Publikationen zur Landeskirche und ihren öffentlichen Vertretern dieses zerstrittene Verhältnis wider.

### Braunschweigische Landeskirche und 20. Jahrhundert
Jahrzehntelang beschäftigte sich Kuessner intensiv mit verschiedenen Aspekten der Geschichte der Stadt Braunschweig und des Landes Braunschweig unter besonderer Berücksichtigung der Rolle der Evangelisch-lutherischen Landeskirche in Braunschweig vor, während und nach der Zeit des Nationalsozialismus. Kuessner gilt als Pionier der Aufarbeitung dieses Aspekte und als profunder Kenner der Materie.

## Schriften
- Ein Beitrag zum Hitlerbild in der Deutschen Evangelischen Kirche und zur Kirchlichen Mitte, Braunschweig 2021.
- Die Braunschweiger Landeskirche in den 70er Jahren und ihr Bischof Gerhard Heintze (= Arbeiten zur Geschichte der Braunschweigischen evangelisch-lutherischen Landeskirche im 19. und 20. Jahrhundert, Band 14). Verlag Uwe Krebs, Wendeburg 2014, ISBN 978-3-932030-62-8.
- Ansichten einer versunkenen Stadt – Die Braunschweiger Stadtkirchen 1933–1950. Uwe Krebs Verlag, Wendeburg 2012, ISBN 978-3-932030-59-8.
- Die Braunschweiger Landeskirche im 20. Jahrhundert. In: Von der Taufe der Sachsen zur Kirche in Niedersachsen. Appelhans Verlag, Braunschweig 2010.
- Von der Monarchie zur Demokratie. Anmerkungen zur Novemberrevolution 1918/19 in Braunschweig und im Reich. Krebs, Wendeburg 2008, ISBN 978-3-932030-46-8 (Co-Autor mit Maik Ohnezeit und Wulf Otte).
- Das Braunschweigische Gesangbuch. Anfragen und Beobachtungen zu seiner Geschichte und Gestalt von der Reformation bis heute, Braunschweig 2007.
- „Es sei also jeder gewarnt“ – Das Sondergericht Braunschweig 1933–1945 (= Quellen und Forschungen zur Braunschweigischen Landesgeschichte. Nr. 36), Braunschweigischer Geschichtsverein, Braunschweig 2000, ISBN 3-928009-17-6 (Co-Autor mit Hans-Ulrich Ludewig).
- Die Deutsche Evangelische Kirche und der Russlandfeldzug. Offleben 1991.
- „Kristallnacht“ und Antisemitismus im Braunschweiger Land. Drei Vorträge im November 1988 von Ernst-August Roloff, Bernhild Vögel und Dietrich Kuessner. Büddenstedt-Offleben 1988.
- „Gib ewigliche Freiheit“. Eine Festschrift zum 75. Geburtstag von Landesbischof i. R. Dr. Gerhard Heintze (als Herausgeber), Büddenstedt; Braunschweig 1987.
- Evangelische Kirche und Nationalsozialismus im Salzgittergebiet. Evangelisches Pfarramt Offleben, Büddenstedt 1983.
- Landesbischof Dr. Helmuth Johnsen. Evangelisches Pfarramt Offleben, Büddenstedt 1982, ISBN 3-922571-06-9.
- Die Braunschweigische ev.-luth. Landeskirche und der Nationalsozialismus. In: Braunschweig unterm Hakenkreuz. Bürgertum, Justiz und Kirche – Eine Vortragsreihe und ihr Echo. Magni-Buchladen, Braunschweig 1981, ISBN 3-922571-03-4 (Co-Autor mit Helmut Kramer).
- Geschichte der Braunschweigischen Landeskirche 1930–1947 im Überblick. Evangelisches Pfarramt Offleben, Büddenstedt 1981.
- Kirche und Nationalsozialismus in Braunschweig, Magni-Buchladen, Braunschweig 1980.